# Aurora (opéra)
Pour les articles homonymes, voir Aurora.
Aurora est un opéra national argentin d'Héctor Panizza. Il a été le premier opéra joué lors de la première saison du Teatro Colón de Buenos Aires. 
L'air principal a donné lieu à la Chanson au drapeau (Alta en el cielo), connue sous le même titre indépendamment de l'opéra, et qui est devenue une chanson officielle de l'État argentin.

## Histoire
L'opéra a été composé par le compositeur argentin Héctor Panizza (es) (1875-1967), qui avait été formé au Conservatoire Giuseppe Verdi de Milan. Il a été chef d'orchestre, et auteur de plusieurs œuvres du répertoire lyrique.
En septembre 1908 a eu lieu la création, lors de l'inauguration du bâtiment de l'actuel Teatro Colón de Buenos Aires. C'est une œuvre musicale destinée à exalter les idéaux patriotiques, à l'aube du premier siècle d'existence de la nation argentine.
Le livret de la pièce a été écrit par Luigi Illica, le même auteur des livrets des opéras de Puccini, Tosca, Madame Butterfly, et La Bohème ; Illica a été aussi l'auteur du livret de l'opéra André Chénier, d'Umberto Giordano. Pour l'accompagner, et pour lui fournir l'information historique et le contexte nationaliste dont il manquait (Illica était italien), on a sollicité la collaboration de l'Argentin Héctor Cipriano Quesada.
Aurora a été jouée au Teatro Colón en 1909, 1945, 1953, 1955, 1965, 1966, 1983 et 1999.

## Contexte
Le titre est tiré du prénom de l'héroïque et tragique protagoniste (Aurora) ; simultanément, elle fait allusion à la naissance de l'État argentin, car l'action a lieu pendant la prise du pouvoir par les Argentins en 1810.
L'action a lieu dans la ville de Córdoba (Argentine). Des personnages historiques apparaissent ponctuellement, tels que le Français Santiago de Liniers et le chef des gauchos du Nord, Martín Miguel de Güemes. 
Le couple romantique est composé du jeune patriote Mariano et de sa belle promise, Aurora, qui est aussi la fille du chef des forces royalistes de la ville de Córdoba.

## Argument
L'opéra est composé de trois actes. 

### Acte Premier
Dans la salle de cours aménagée dans la bibliothèque de l'église des jésuites à Córdoba (Argentine), se trouvent les novices Mariano et Raymundo, qui trouvent un morceau de papier dans lequel on lit : « Jeunesse ! Salut, à l'aurore qui surgit dans le ciel de la Patrie ! L'indépendance commence aujourd'hui, le 25 mai ; aujourd'hui naît la Patrie. » Un autre message dit : « Córdoba doit voir s'ériger contre la Patrie, seulement l'étendard de la réaction ? Non, Córdoba ne doit pas s’humilier ! Mort à Linares et à Ignacio de la Puente ! Jeunesse: votre couvent domine la Place, où Linares a caché des armes et des munitions. Cette nuit, ouvrez le couvent au peuple et fournissez-lui les armes, ou tout sera perdu ! »
Devant la perplexité de tous, Mariano réagit et les convertit à la cause des patriotes. Devant cette prise de parti inespérée, les chefs royalistes décident de convertir l'église en forteresse. Mariano se trouve devant un choix cornélien : amoureux d'Aurora, fille du chef royaliste, il n'ose pas céder à son amour pour ne pas trahir la cause qu'il veut défendre. À la fin de l'acte, l'arrivée des patriotes interrompt ses vacillations en même temps que les cloches du couvent annoncent une nouvelle journée.

### Acte Second
La scène se déplace à la résidence de don Ignacio de la Puente, chef des troupes royalistes. Une délégation de patriotes, avec don Lucas, Mariano et Raymundo en tête, pénètre dans le palais pour exiger la reddition des troupes royalistes. Le chef espagnol refuse catégoriquement; devant l'insistance des délégués, il accepte de communiquer sa décision à l'aube. Pendant que don Ignacio prend les mesures nécessaires que la prudence exige, Mariano, habillé en séminariste, entra silencieusement à la résidence. Il trouve Aurora et lui explique ses idéaux de liberté, sur lesquels ils devront sacrifier les désirs les plus forts de leur cœur.

### Troisième acte
L'action a lieu dans une propriété rurale à Córdoba (Argentine). Pendant le crépuscule, don Ignacio apprend que Linares a été fusillé. La gravité de la situation le persuade de laisser sa fille dans un couvent jusqu'à ce que la tempête révolutionnaire soit passée. Quelques instants après, un prisonnier est présenté au chef espagnol. Aurora le reconnaît immédiatement : c'est Mariano. Elle ne peut pas éviter un cri de surprise, que son père interprète correctement comme une liaison sentimentale entre les deux jeunes ; malgré cela, il le condamne à mort comme espion et traître à la Couronne. Ignacio et Aurora réussissent à s'évader, mais pendant leur fuite, une balle touche mortellement la jeune femme. La malheureuse, agonisante, voit l'aube qui approche, et elle s'exclame : « Regardez, c'est l'aurore. Dieu l'écrit sur le ciel avec le soleil, et sur la terre avec son sang… » et elle expire aussitôt dans les bras de Mariano.

## Aria
L'un des airs de l'opéra, à la fin du deuxième acte, chanté par Mariano dans un interlude épique, fait l'éloge de la figure d'un aigle qui vole, haut dans le ciel, à l'image du drapeau national. Elle a été chantée à la création de 1908 par le ténor Amedeo Bassi, qui l'a enregistrée en 1912.
Cet air a été un succès, et le public exigeait la répétition pendant les représentations. En 1943 le gouvernement a demandé à Josué Quesada la traduction en espagnol de l'opéra, qu'il a fait en collaboration avec Ángel Petitta. Cette version en espagnol a été chantée au Teatro Colon le jour de la fête de l'indépendance argentine, le 9 juillet 1945, devant le premier président argentin d'origine irlandaise Edelmiro Farrell et le vice-président, le colonel Juan Domingo Perón. À nouveau, le succès de l'opéra et de l'air ont été immédiats, et un décret officiel a transformé l'air en chanson obligatoire pour les écoliers argentins.

### Texte original en italien
Le texte original de 1910 est transcrit ici:
Alta pel cielo, un’aquila guerriera,
ardita s’erge in volo trionfale.
Ha un’ala azzurra, del color del mare,
ha un’ala azzurra, del color del cielo.
Così nell’alta aurora irradiale,
il rostro d’or punta di freccia appare,
porpora il teso collo e forma stelo,
l’ali son drappo e l’aquila è bandiera.
È la bandiera del Paese mio,
nata dal sole; e ce l’ha data Iddio!

### Traduction
La traduction du livret en espagnol, faite en 1945, introduit des néologismes et des termes qui n'existent pas en espagnol, ainsi que des références à des symboles européens empruntés à la mythologie de l'Antiquité classique et inconnus en Argentine.